# 利斯基 (梅納區)
51°27′46″N 32°8′44″E / 51.46278°N 32.14556°E
利斯基（烏克蘭語：Ліски），是烏克蘭北部的村莊，隸屬切爾尼希夫州的科留基夫卡區。該村面積1.26平方公里，海拔高度116米，2001年人口546，人口密度每平方公里433.3人。